# 西徹斯特郡
西徹斯特郡（英語：Westchester  County）是美国纽约州東南部的一個縣，東鄰康乃狄克州，南面紐約市，西有哈德遜河流過，是紐約上州最南端的一個郡，但亦屬於紐約都會區內。面積1,295平方公里。根據美國2010年人口普查，共有人口949,113人。縣治白原市。大多數居民都使用大都會北方鐵路通勤至曼哈頓上班。成立於1683年，是紐約省最早的十二個縣之一。縣名來自英国切斯特（Chester）。美國前總統比爾·克林頓及其夫人希拉蕊在退休後遷往本縣的查帕闊（Chappaqua，又譯查巴克）定居。